# Beachvolleybal op de Olympische Zomerspelen 2000 (vrouwen)
Het beachvolleybaltoernooi voor vrouwen tijdens de Olympische Zomerspelen 2000 in Sydney vond plaats van 16 tot en met 25 september. De wedstrijden werden gespeeld op Bondi Beach waar onder meer een tijdelijk hoofdstadion voor tienduizend toeschouwers was opgebouwd. Aan het toernooi deden in totaal 24 teams mee waarvan zestien zich plaatsten voor de achtste finales. De twaalf winnaars van de eerste ronde gingen direct door naar de knockoutfase, terwijl de twaalf verliezers twee herkansingsrondes speelden. De drie winnaars en beste verliezer van de tweede herkansingsronde kwalificeerden zich eveneens voor de eindronde.
Natalie Cook en Kerri Pottharst wonnen in eigen land de gouden medaille door het Braziliaanse tweetal Adriana Behar en Shelda Bede in de finale te verslaan. Het brons ging naar het eveneens Braziliaanse duo Sandra Pires en Adriana Samuel dat de wedstrijd om de derde plaats won van de Japanners Yukiko Takahashi en Mika Saiki.

## Voorronde

### Eerste ronde
| Datum        | NOC | Ploeg                  | Score   | Ploeg                       | NOC |
| ------------ | --- | ---------------------- | ------- | --------------------------- | --- |
| 16 september | GER | Friedrichsen / Müsch   | 14 – 16 | Prawerman / Rigaux          | FRA |
| 16 september | GER | Schmidt / Staub        | 17 – 15 | Zhang / Tian Jia            | CHN |
| 16 september | USA | May / McPeak           | 15 – 5  | Hudcová / Tobiášová         | CZE |
| 16 september | AUS | Gooley / Manser        | 15 – 9  | Gattelli / Perrotta         | ITA |
| 16 september | CHN | Xiong Zi / Chi Rong    | 5 – 15  | Maria José / Pereira        | POR |
| 16 september | ITA | Bruschini / Solazzi    | 15 – 2  | Karadassiou / Sfyri         | GRE |
| 16 september | JPN | Takahashi / Saiki      | 15 – 3  | Ishizaka / Seike            | JPN |
| 16 september | NED | Schoon-Kadijk / Kadijk | 15 – 17 | Celbová / Nováková          | CZE |
| 16 september | BRA | Sandra Pires / Adriana | 15 – 4  | Larrea / Fernández          | CUB |
| 16 september | USA | Davis / Jordan         | 15 – 13 | Tholen / Straton            | AUS |
| 16 september | BRA | Adriana Behar / Shelda | 15 – 3  | Jantsjoelova / Jantsjoelova | BUL |
| 16 september | AUS | Cook / Pottharst       | 15 – 11 | Galindo / Gaxiola           | MEX |

### Herkansing
| Datum        | NOC | Ploeg                  | Score   | Ploeg                       | NOC |
| ------------ | --- | ---------------------- | ------- | --------------------------- | --- |
| 18 september | MEX | Galindo / Gaxiola      | 14 – 16 | Xiong Zhi / Chi Rong        | CHN |
| 18 september | JPN | Ishizaka / Seike       | 5 – 15  | Gattelli / Perrotta         | ITA |
| 18 september | GRE | Karadassiou / Sfyri    | 15 – 6  | Hudcová / Tobiášová         | CZE |
| 18 september | AUS | Tholen / Straton       | 9 – 15  | Friedrichsen / Müsch        | GER |
| 18 september | CHN | Zhang / Tian Jia       | 15 – 17 | Larrea / Fernández          | CUB |
| 18 september | NED | Schoon-Kadijk / Kadijk | 15 – 17 | Jantsjoelova / Jantsjoelova | BUL |
| 18 september |     |                        |         |                             |     |
| 18 september | CHN | Xiong Zi / Chi Rong    | 9 – 15  | Gattelli / Perrotta         | ITA |
| 18 september | GRE | Karadassiou / Sfyri    | 7 – 15  | Friedrichsen / Müsch        | GER |
| 18 september | CUB | Larrea / Fernández     | 15 – 3  | Jantsjoelova / Jantsjoelova | BUL |

## Knockoutfase
| Achtste finale | Achtste finale         | Achtste finale |  |   | Kwartfinale            | Kwartfinale            | Kwartfinale |  |  | Halve finale | Halve finale           | Halve finale |  |              | Finale                 | Finale                 | Finale       |              |
|                |                        |                |  |   |                        |                        |             |  |  |              |                        |              |  |              |                        |                        |              |              |
| 1              | Cook / Pottharst       | 15             |  |   |                        |                        |             |  |  |              |                        |              |  |              |                        |                        |              |              |
| 12             | Xiong Zi / Chi Rong    | 2              |  |   | 1                      | Cook / Pottharst       | 15          |  |  |              |                        |              |  |              |                        |                        |              |              |
| 9              | Bruschini / Solazzi    | 15             |  | 9 | Bruschini / Solazzi    | 11                     |             |  |  |              |                        |              |  |              |                        |                        |              |              |
| 8              | Schmidt / Staub        | 12             |  |   |                        |                        |             |  |  | 1            | Cook / Pottharst       | 15           |  |              |                        |                        |              |              |
| 5              | Sandra Pires / Adriana | 15             |  |   |                        |                        |             |  |  | 5            | Sandra Pires / Adriana | 6            |  |              |                        |                        |              |              |
| 13             | Maria José / Pereira   | 6              |  |   | 5                      | Sandra Pires / Adriana | 16          |  |  |              |                        |              |  |              |                        |                        |              |              |
| 4              | May / McPeak           | 15             |  | 4 | May / McPeak           | 14                     |             |  |  |              |                        |              |  |              |                        |                        |              |              |
| 18             | Perrotta / Gattelli    | 13             |  |   |                        |                        |             |  |  |              |                        |              |  |              | 1                      | Cook / Pottharst       | 12           |              |
| 3              | Davis / Jordan         | 15             |  |   |                        |                        |             |  |  |              |                        |              |  |              | 2                      | Adriana Behar / Shelda | 11 10        |              |
| 20             | Larrea / Fernández     | 9              |  |   | 3                      | Davis / Jordan         | 9           |  |  |              |                        |              |  |              |                        |                        |              |              |
| 14             | Celbová / Nováková     | 2              |  | 6 | Takahashi / Saiki      | 15                     |             |  |  |              |                        |              |  |              |                        |                        |              |              |
| 6              | Takahashi / Saiki      | 15             |  |   |                        |                        |             |  |  | 6            | Takahashi / Saiki      | 10           |  |              |                        |                        |              |              |
| 7              | Gooley / Manser        | 15             |  |   |                        |                        |             |  |  | 2            | Adriana Behar / Shelda | 15           |  |              |                        |                        |              |              |
| 15             | Prawerman / Rigaux     | 3              |  |   | 7                      | Gooley / Manser        | 7           |  |  |              |                        |              |  | Derde plaats | Derde plaats           | Derde plaats           | Derde plaats | Derde plaats |
| 2              | Adriana Behar / Shelda | 15             |  | 2 | Adriana Behar / Shelda | 15                     |             |  |  |              |                        |              |  | 5            | Sandra Pires / Adriana | 12                     |              |              |
| 10             | Friedrichsen / Müsch   | 9              |  |   |                        |                        |             |  |  |              |                        |              |  |              | 6                      | Takahashi / Saiki      | 4 6          |              |